# Saint-Victor-l'Abbaye
Saint-Victor-l'Abbaye är en kommun i departementet Seine-Maritime i regionen Normandie i norra Frankrike. Kommunen ligger i kantonen Tôtes som tillhör arrondissementet Dieppe. År 2022 hade Saint-Victor-l'Abbaye 751 invånare.

## Befolkningsutveckling
Antalet invånare i kommunen Saint-Victor-l'Abbaye
| Referens: INSEE |